# China Girl (nummer)
China Girl is een nummer geschreven door de Britse muzikant David Bowie en de Amerikaanse muzikant Iggy Pop, oorspronkelijk uitgebracht als de tweede single van Pop's album The Idiot uit 1977. Deze versie werd nergens een hit.
Het nummer werd in de zomer van 1983 wél een wereldwijde hit voor Bowie, die het nummer als tweede single van zijn meest succesvolle album Let's Dance uitbracht. Volgens Paul Trynka, de schrijver van Bowie's biografie Starman, is het nummer geïnspireerd door Pop's liefde voor de Vietnamese vrouw Kuelan Nguyen.
De plaat werd een wereldwijde hit. In Nederland was de plaat op maandag 30 mei 1983 de 170e AVRO's Radio en TV-Tip op Hilversum 3 en werd een gigantische hit in de destijds drie landelijke hitlijsten op de nationale publieke popzender. De plaat bereikte de 5e positie in de Nationale Hitparade en de 2e positie in zowel de Nederlandse Top 40 als de TROS Top 50. In de Europese hitlijst op Hilversum 3, de TROS Europarade, werd de 4e positie behaald.
In België bereikte de plaat de 3e positie in de voorloper van de Vlaamse Ultratop 50 en de 2e positie in de Vlaamse Radio 2 Top 30. In Wallonië werd géén notering behaald.

## Videoclip
In de videoclip verschijnt het Nieuw-Zeelandse model Geeling Ng, die voorafgaand aan de opnamen geen acteerervaring had. Samen met Bowie's vorige videoclip voor Let's Dance beschreef hij het als een "erg simpel, erg direct" statement tegen racisme. De video parodieert vrouwelijke Aziatische stereotypes op een bewuste wijze. In de originele versie van de video lagen Bowie en Ng naakt op het strand (een referentie aan de film From Here to Eternity uit 1953), alhoewel de naaktheid uit deze scène is verwijderd van de officiële video en de dvd-versie. De videoclip won de prijs voor beste mannelijke videoclip tijdens de eerste MTV Video Music Awards in 1984.

## Tracklijst
1. "China Girl" (Bowie/Pop) - 4:14
2. "Shake It" (Bowie) - 3:49

## Muzikanten
Versie Iggy Pop
- Iggy Pop: zang
- David Bowie: keyboards, saxofoon, speelgoedpiano
- Carlos Alomar: slaggitaar
- Phil Palmer: leadgitaar
- George Murray: basgitaar
- Dennis Davis: drums

Versie David Bowie
- David Bowie: zang
- Stevie Ray Vaughan: gitaar
- Nile Rodgers: gitaar
- Carmine Rojas: basgitaar
- Omar Hakim: drums
- Rob Sabino: keyboards, piano

## Hitnoteringen

### Nederlandse Top 40
| Hitnotering: 11-06-1983 t/m 13-08-1983 | Hitnotering: 11-06-1983 t/m 13-08-1983 | Hitnotering: 11-06-1983 t/m 13-08-1983 | Hitnotering: 11-06-1983 t/m 13-08-1983 | Hitnotering: 11-06-1983 t/m 13-08-1983 | Hitnotering: 11-06-1983 t/m 13-08-1983 | Hitnotering: 11-06-1983 t/m 13-08-1983 | Hitnotering: 11-06-1983 t/m 13-08-1983 | Hitnotering: 11-06-1983 t/m 13-08-1983 | Hitnotering: 11-06-1983 t/m 13-08-1983 | Hitnotering: 11-06-1983 t/m 13-08-1983 | Hitnotering: 11-06-1983 t/m 13-08-1983 |
| Week:                                  | 1                                      | 2                                      | 3                                      | 4                                      | 5                                      | 6                                      | 7                                      | 8                                      | 9                                      | 10                                     |                                        |
| -------------------------------------- | -------------------------------------- | -------------------------------------- | -------------------------------------- | -------------------------------------- | -------------------------------------- | -------------------------------------- | -------------------------------------- | -------------------------------------- | -------------------------------------- | -------------------------------------- | -------------------------------------- |
| Positie:                               | 21                                     | 9                                      | 3                                      | 2                                      | 3                                      | 6                                      | 12                                     | 24                                     | 34                                     | 39                                     | uit                                    |

### Nationale Hitparade
| Hitnotering: 18-06-1983 t/m 13-08-1983 | Hitnotering: 18-06-1983 t/m 13-08-1983 | Hitnotering: 18-06-1983 t/m 13-08-1983 | Hitnotering: 18-06-1983 t/m 13-08-1983 | Hitnotering: 18-06-1983 t/m 13-08-1983 | Hitnotering: 18-06-1983 t/m 13-08-1983 | Hitnotering: 18-06-1983 t/m 13-08-1983 | Hitnotering: 18-06-1983 t/m 13-08-1983 | Hitnotering: 18-06-1983 t/m 13-08-1983 | Hitnotering: 18-06-1983 t/m 13-08-1983 | Hitnotering: 18-06-1983 t/m 13-08-1983 |
| Week:                                  | 1                                      | 2                                      | 3                                      | 4                                      | 5                                      | 6                                      | 7                                      | 8                                      | 9                                      |                                        |
| -------------------------------------- | -------------------------------------- | -------------------------------------- | -------------------------------------- | -------------------------------------- | -------------------------------------- | -------------------------------------- | -------------------------------------- | -------------------------------------- | -------------------------------------- | -------------------------------------- |
| Positie:                               | 18                                     | 5                                      | 6                                      | 8                                      | 7                                      | 6                                      | 19                                     | 27                                     | 40                                     | uit                                    |

### TROS Top 50
Hitnotering: 09-96-1983 t/m 11-08-1983. De plaat kwam de lijst binnen op #25 en behaalde als hoogste notering #2.

### NPO Radio 2 Top 2000
| Nummer met noteringen in de NPO Radio 2 Top 2000 | '99 | '00 | '01 | '02 | '03 | '04 | '05 | '06  | '07  | '08 | '09 | '10 | '11 | '12 | '13 | '14 | '15 | '16 | '17 | '18 | '19 | '20 | '21 | '22 | '23 | '24 |
| ------------------------------------------------ | --- | --- | --- | --- | --- | --- | --- | ---- | ---- | --- | --- | --- | --- | --- | --- | --- | --- | --- | --- | --- | --- | --- | --- | --- | --- | --- |
| China Girl                                       | 659 | 564 | 580 | 633 | 734 | 888 | 962 | 1079 | 1100 | 930 | 901 | 786 | 956 | 968 | 896 | 780 | 871 | 379 | 614 | 752 | 733 | 785 | 821 | 883 | 830 | 650 |

1. ↑  Een vetgedrukt getal geeft de hoogste notering aan.